# CRS 보고서
CRS 보고서( - 報告書, 영어: Congressional Research Service reports, CRS reports)는 미국 의회조사국(CRS)가 작성한 보고서를 말한다. 변호사, 생물학자, 경제학자 등 각 분야 전문가 800여 명이 만드는 CRS 보고서는 미국 의회의 정책이나 법안에 직접적인 영향을 미친다.
미국 의회조사국(CRS)은 의회예산처(CBO), 미국 연방회계감사원(GAO), 기술평가원(OTA)과 함께 미국 의회의 4대 입법보조기관 중 하나이다.

## 같이 보기
- 미국 의회조사국(CRS)